# Andrzej Kostrzewski (prawnik)
Andrzej Marian Kostrzewski (ur. 13 grudnia 1927 w Krakowie) – żołnierz AK i WiN-u, współzałożyciel Instytutu Katyńskiego, prawnik.

## Życiorys
W 1943 wstąpił do Armii Krajowej (pseudonim „Nadzieja”). Służył w Zgrupowaniu AK „Żelbet”, a następnie w wywiadzie AK. Tłumaczył dokumenty wykradane z Gestapo i przepisywał je na maszynie. W 1945 zdał maturę w III Państwowym Gimnazjum im. Króla Jana Sobieskiego w Krakowie. Następnie rozpoczął studia prawnicze na Uniwersytecie Jagiellońskim. Od grudnia 1945 członek Zrzeszenia Wolność i Niezawisłość. Zajmował się szyfrowaniem sprawozdań wywiadowczych. We wrześniu 1946 r. aresztowany przez Urząd Bezpieczeństwa. Zwolniony z aresztu w grudniu 1946 r. pozostawał pod obserwacją UB, zagrożony ponownym aresztowaniem. Z tego powodu studia prawnicze na Uniwersytecie Jagiellońskim ukończył zaocznie dopiero po odwilży październikowej.
W 1978 wraz z Adamem Macedońskim i Stanisławem Torem powołał w Krakowie Instytut Katyński, którego celem było upamiętnianie ofiar zbrodni katyńskiej. Od 1979 redagował i pisał artykuły do wydawanego przez Instytut pisma „Biuletyn Katyński”. W roku 1980 przystąpił do NSZZ „Solidarność”. Był sekretarzem, a następnie przewodniczącym komisji zakładowej NSZZ „Solidarność” w Zakładach Odlewniczych ZREMB w Krakowie. W 1990 r. wstąpił do Porozumienia Centrum. Był rzecznikiem prasowym tej partii na okręg małopolski.

## Odznaczenia
- Krzyż Komandorski z Gwiazdą Orderu Odrodzenia Polski (2023)[3]
- Krzyż Oficerski Orderu Odrodzenia Polski (2007)[4]
- Krzyż Armii Krajowej
- Medal Wojska Polskiego
- Krzyż WiN
- nagroda IPN „Świadek historii”[1]